# Eburia stroheckeri
Eburia stroheckeri là một loài bọ cánh cứng trong họ Cerambycidae.